# William Brewster (predicatore)
William Brewster (Scrooby, 1568 – Colonia di Plymouth, 10 aprile 1644) è stato un predicatore calvinista inglese.
Già nel 1602 fonda, a Scrooby, una sorta di congregazione staccata dalla chiesa anglicana, costituendo nel 1606 una chiesa separatista. Insieme con alcuni dei suoi seguaci, nel 1608 emigra nei Paesi Bassi, precisamente a Leida, in cerca di maggiore libertà; qui è nuovamente a capo di una comunità, e, contemporaneamente al suo ruolo di predicatore, stampa clandestinamente degli opuscoli di ispirazione calvinista, ragion per cui viene arrestato dalle autorità lì presenti, su ordine dell'ambasciatore britannico. Riuscirà a scappare, per poi far parte, nel 1620, dell'equipaggio del Mayflower; fu uno dei fondatori della colonia di Plymouth, dove rimarrà un influente predicatore fino alla sua morte.
L'attrice Jordana Brewster, nota al grande pubblico per aver recitato in numerosi film della saga Fast and Furious, è una sua diretta discendente, come pure lo è stata Sarah Frances Whiting, una pioniera dell'insegnamento universitario di Fisica ed Astronomia negli Stati Uniti d'America .